# Championnat de Tunisie masculin de handball 2012-2013
Navigation
Saison précédente Saison suivante
La saison 2012-2013 du championnat de Tunisie masculin de handball est la 58e édition de la compétition.
L'Espérance sportive de Tunis, renforcée par Kamel Alouini et Aymen Hammed du Club africain et Yousri Ghali et Jilani Mami de l'Association sportive d'Hammamet ainsi que par le retour de Bassem Mrabet, et malgré le départ d'Anis Gatfi et Youssef Ben Ali, domine la compétition, n'enregistrant qu'une seule défaite tout au long de la saison. Le Club africain, favori en début de saison grâce aux nombreux recrutements effectués, à la présence de six joueurs champions d'Afrique juniors et au budget important concédé à la section, est décevant et incapable de se maîtriser dans les moments cruciaux.
Au play-out, l'Union sportive témimienne, en proie à une crise financière aiguë, et l'Union sportive sayadie, desservie par ses confrontations directes avec l'Union sportive de Gremda, sont relégués en Nationale B et remplacés par l'Association sportive de handball de l'Ariana et le Club sportif de Sakiet Ezzit.

## Clubs participants
- Aigle sportif de Téboulba
- Association sportive d'Hammamet
- Club africain
- El Baath sportif de Béni Khiar
- El Makarem de Mahdia
- Étoile sportive du Sahel
- Espérance sportive de Tunis
- Jeunesse sportive de Chihia
- Sporting Club de Moknine
- Union sportive de Gremda
- Union sportive sayadie
- Union sportive témimienne

## Compétition
Le barème de points servant à établir le classement se décompose ainsi :
- Victoire : 3 points
- Match nul : 2 points
- Défaite : 1 point
- Forfait et match perdu par pénalité : 0 point

### Classement première phase
Le barème de points servant à établir le classement, se décompose ainsi :
- Victoire : 3 points
- Match nul : 2 points
- Défaite : 1 point
- Forfait ou pénalité : 0 point

|    | Équipe                          | Pts | J  | G  | N | P       | Bp  | Bc  | Diff |
| -- | ------------------------------- | --- | -- | -- | - | ------- | --- | --- | ---- |
| 1  | Espérance sportive de Tunis     | 65  | 22 | 21 | 1 | 0       | 666 | 443 | 223  |
| 2  | Club africain                   | 62  | 22 | 19 | 2 | 1       | 641 | 482 | 159  |
| 3  | Étoile sportive du Sahel        | 56  | 22 | 16 | 2 | 4       | 629 | 494 | 135  |
| 4  | Jeunesse sportive de Chihia     | 46  | 22 | 12 | 0 | 10      | 533 | 535 | -2   |
| 5  | El Makarem de Mahdia            | 43  | 22 | 10 | 1 | 11      | 576 | 600 | -24  |
| 6  | Aigle sportif de Téboulba       | 41  | 22 | 10 | 0 | 12 (1P) | 526 | 537 | -11  |
| 7  | Sporting Club de Moknine        | 41  | 22 | 9  | 1 | 12      | 519 | 540 | -21  |
| 8  | Association sportive d'Hammamet | 38  | 22 | 8  | 0 | 14      | 574 | 570 | 4    |
| 9  | Union sportive de Gremda        | 36  | 22 | 7  | 0 | 15      | 530 | 595 | -65  |
| 10 | El Baath sportif de Béni Khiar  | 34  | 22 | 5  | 2 | 15      | 548 | 653 | -105 |
| 11 | Union sportive témimienne       | 33  | 22 | 5  | 1 | 16      | 473 | 630 | -157 |
| 12 | Union sportive sayadie          | 32  | 22 | 5  | 0 | 17      | 518 | 654 | -136 |

### Play-off
Les clubs entamant cette phase en conservant les points obtenus dans leurs confrontations directes, les points cumulés sont les suivants :
- Espérance sportive de Tunis : 17 points
- Club africain : 14 points
- Étoile sportive du Sahel : 11 points
- Jeunesse sportive de Chihia : 6 points

|   | Équipe                             | Pts | J | G | N | P | Bp  | Bc  | Diff |
| - | ---------------------------------- | --- | - | - | - | - | --- | --- | ---- |
| 1 | Espérance sportive de Tunis (T, C) | 33  | 6 | 5 | 0 | 1 | 174 | 142 | 32   |
| 2 | Club africain                      | 27  | 6 | 3 | 1 | 2 | 163 | 156 | 7    |
| 3 | Étoile sportive du Sahel           | 24  | 6 | 3 | 1 | 2 | 161 | 153 | 8    |
| 4 | Jeunesse sportive de Chihia        | 12  | 6 | 0 | 0 | 6 | 147 | 194 | -47  |

|  | Champion de Tunisie 2012-2013                                                                |
|  | Relégation directe en deuxième division                                                      |
|  | (T) Tenant du titre (C) Vainqueur de la Coupe de Tunisie (P) Club promu de deuxième division |

### Play-out

#### Poule A
Les clubs entament la compétition avec le total de points suivant :
- Association sportive d'Hammamet : 16 points
- El Makarem de Mahdia : 15 points
- Union sportive témimienne : 9 points
- El Baath sportif de Béni Khiar : 8 points